# Persicaria glomerata
Persicaria glomerata là một loài thực vật có hoa trong họ Rau răm. Loài này được (Dammer) S.Ortiz & Paiva mô tả khoa học đầu tiên năm 1999.